# 1971 en photographie
| Années de la photographie : 1968 - 1969 - 1970 - 1971 - 1972 - 1973 - 1974    |
| Décennies de la photographie : 1940 - 1950 - 1960 - 1970 - 1980 - 1990 - 2000 |

Cet article présente les faits marquants de l'année 1971 en photographie.

## Événements
- Création de la Fondation suisse pour la photographie (en allemand Fotostiftung Schweiz) à Winterthur, destinée à la conservation et la diffusion de photographies.
- Création à Londres par la galeriste Sue Davies de The Photographers' Gallery, galerie d'art de Londres entièrement consacrée à la photographie.
- Jean-Claude Lemagny, conservateur pour la photographie contemporaine à la Bibliothèque nationale en France, ouvre une galerie d'exposition dans cet établissement et offre une des premières impulsions à la reconnaissance institutionnelle de ce médium par l'État en France[1],[2].
- Le Musée Réattu à Arles inaugure deux salles consacrées à des expositions de photographie[3].
- La photographe Iryna Pap crée une école de photographie à l'Union des journalistes d'Ukraine[4] ; huit photographes, dont Jury Rupin, Evgeniy Pavlov et Boris Mikhailov, fondent un groupe anticonformiste Vremia (Le Temps). Ces événements contribuent à l'émergence de l'école de photographie de Kharkiv, mouvement en opposition au style artistique du réalisme socialiste soviétique[5].
- Création en France du Centre pour l’Enseignement et le Perfectionnement de la Photographie Professionnelle (CE3P), lycée de photographie privé sous contrat et centre de formation pour adultes, à Ivry-sur-Seine.

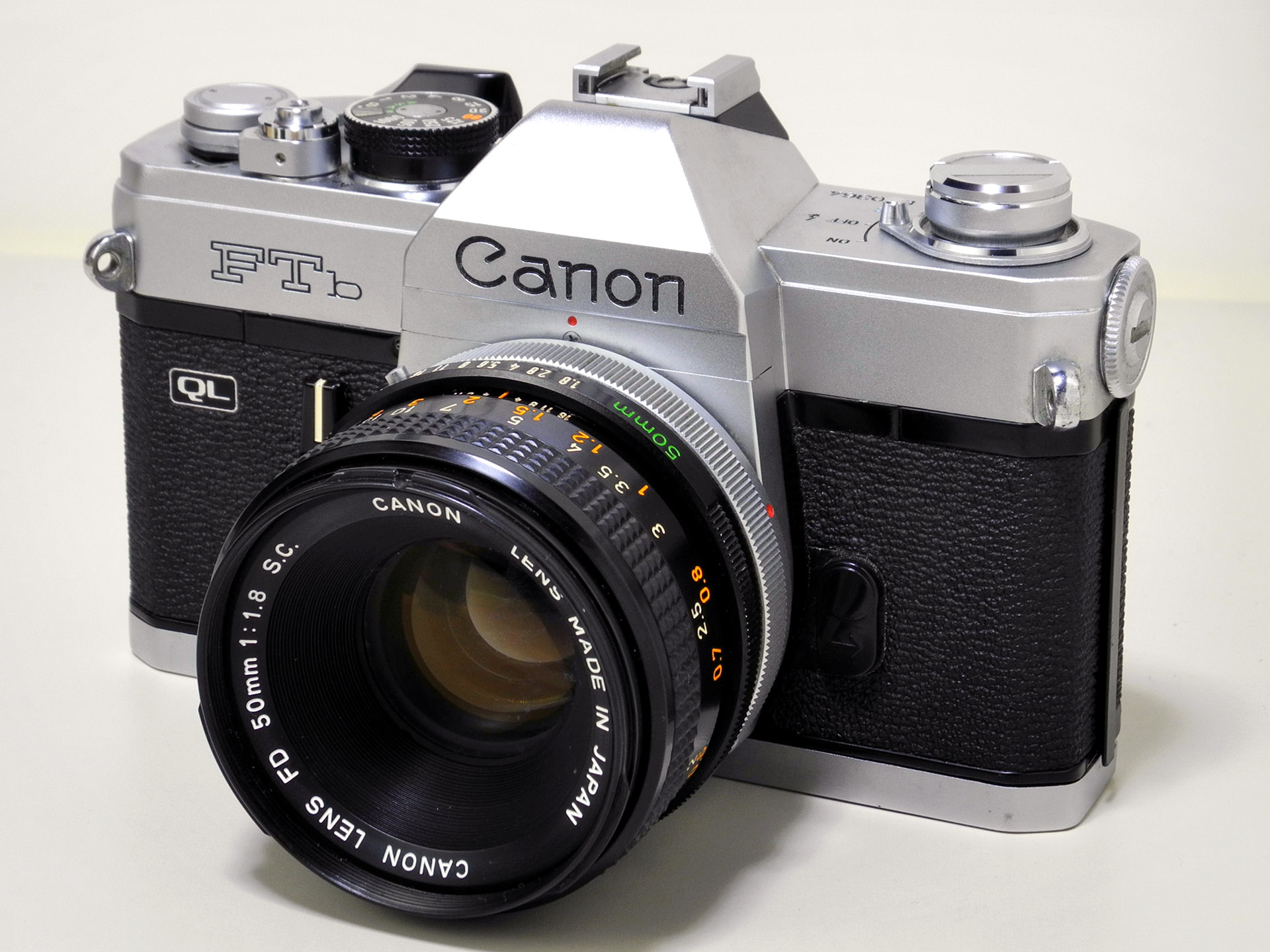
Canon FTb.

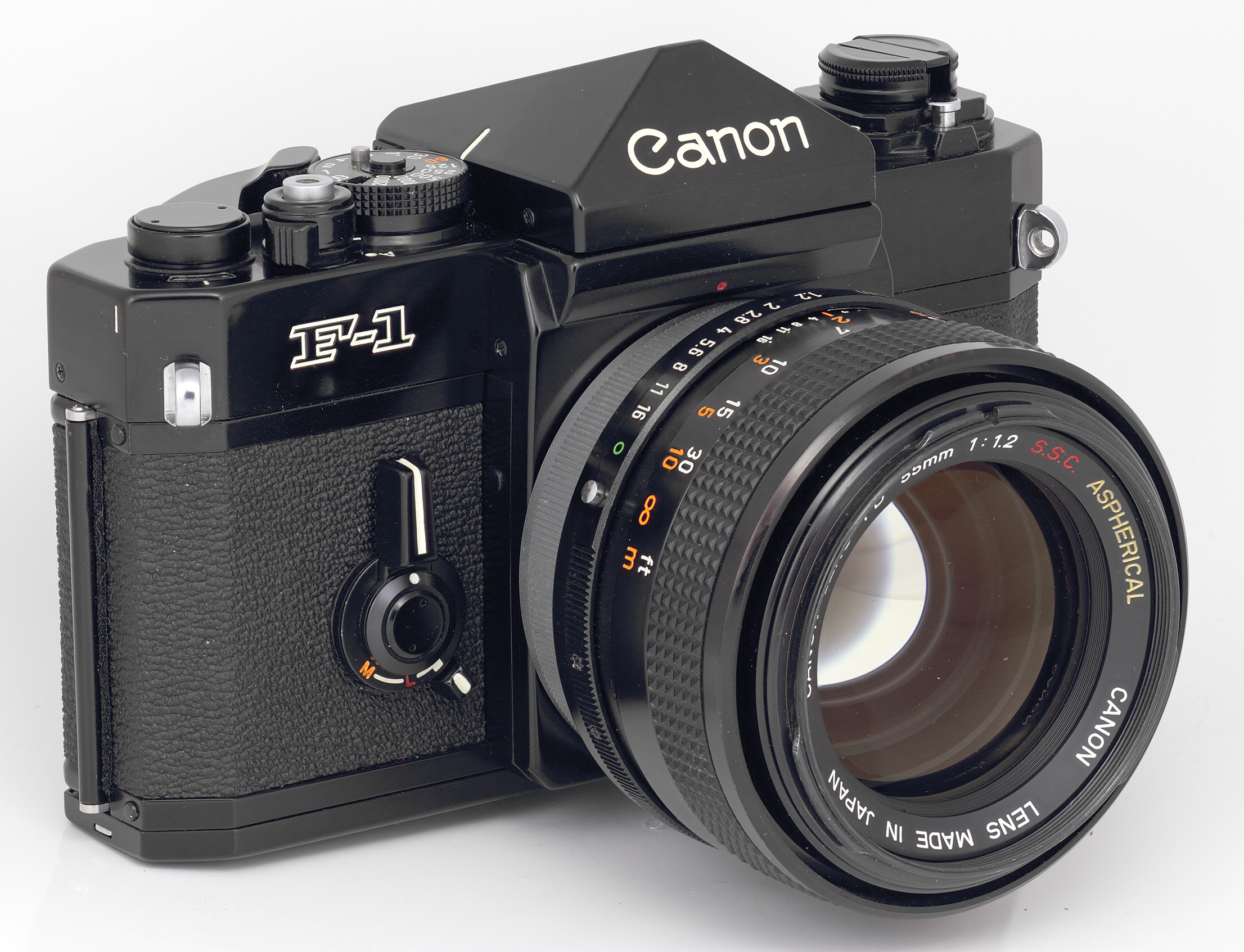
Canon F-1.

- mars : commercialisation par la firme japonaise Canon du Canon FTb et du Canon F-1[6], deux appareils photographiques reflex mono-objectif utilisant des films de format 135, le second destiné aux photographes professionnels avec le système de monture Canon FD et les objectifs FD associés.

## Photographies notables
- Eleanor Antin commence sa série photographique 100 Boots (100 Bottes), qu'elle achèvera en 1973[7].
- Eustachy Kossakowski : 6 mètres avant Paris, série photographique représentant les 159 panneaux de signalisation qui entourent la ville à son entrée, sur sa limite administrative.

## Livres de photographies
- Ernst Haas, The Creation, New York, The Viking Press

édition française : La Création, Paris, Denoël, 1971, 157 p..
- Yousuf Karsh, Faces of Our Time, Toronto, University of Toronto Press.
- Arthur Tress, Open space in the inner City : ecology and the urban environment, New York, State council on the arts.

## Études, essais, articles
- Brassaï, « Un photographe tenté par le diable », Le Monde,‎ 11 juin 1971 (lire en ligne) : article consacré à Lewis Carroll.

## Expositions
- 27 janvier - 12 avril : Walker Evans. Rétrospective, Museum of Modern Art, New York (commissariat d'exposition : John Szarkowski)[9].
- 10 juin - 17 juillet : Photographie nouvelle des États-Unis, Bibliothèque nationale, Paris (commissariat d'exposition : Museum of Modern Art (MoMA), New York).
- 28 novembre - 5 janvier 1972 : Jacob A. Riis : Beginn einer sozialkritischen Fotografie in den USA, mit weiteren Bildern von Lewis Hine und anderen, Musée Folkwang, Essen[10].
- 10 décembre - 23 janvier 1972 : Aaron Siskind : photographs, Milwaukee Art Museum, Milwaukee[11].
- Exposition rétrospective de l'histoire de la photographie autour de la collection de Michel Auer à Vevey en Suisse ; son succès inspire la création du Musée suisse de l'appareil photographique qui ouvrira en 1979[12].

## Festivals et congrès photographiques
- 2e Rencontres de la photographie d'Arles[13].

## Prix et récompenses
- Prix Niépce : Jean-Luc Tartarin[14].
- Prix Nadar : Henri Cartier-Bresson, Vive la France !, texte de François Nourissier, Paris, Sélection du Reader's digest, 1970, 287 p.[14].
- Création du Prix national de portrait photographique Fernand-Dumeunier.
- Création du Prix Erich-Salomon par la Société allemande de photographie en l'honneur d'Erich Salomon, pour récompenser « une pratique remarquable du photojournalisme ». Premier récipiendaire : le magazine Stern.
- Médaille David-Octavius-Hill : Édouard Boubat.
- Prix culturel de la Société allemande de photographie: Dennis Gabor et Josef Svoboda.
- Prix Robert Capa Gold Medal : Larry Burrows.
- Prix Pulitzer de la photographie d'actualité : John Filo (en).
- Prix Pulitzer de la photographie d'article de fond : Jack Dykinga (en).
- Création du prix Ansel-Adams par l'association américaine écologiste Sierra Club. Premier récipiendaire : Donald M. Bradburn.
- Prix de la Société de photographie du Japon / prix annuel : Tadahiko Hayashi, Shisei Kuwabara, Banri Namikawa, Kōjō Tanaka / espoirs : Akira Kinoshita.
- World Press Photo de l'année : non décerné.

## Naissances
- 9 janvier : Fatou Kandé Senghor, artiste visuelle et photographe sénégalaise.
- 10 janvier : Guillaume Ribot, réalisateur et photographe français.
- 15 janvier : Vadim Ghirda, photographe de guerre roumain, lauréat d'un World Press Photo of the Year en 2017.
- 25 février : Vincent Goutal, photographe français.
- 20 mars : Trent Parke, photographe australien de l'agence Magnum.
- 19 avril : Louiza Ammi, photographe algérienne.
- 6 septembre : Sabine Jaccard,  photographe  et photojournaliste franco-suisse.
- 24 octobre : Mario Sorrenti, photographe de mode italien actif à New York.
- 20 décembre : Frank Deschandol, photographe français spécialisé dans la photographie animalière.

- Date précise inconnue ou non renseignée :
  - Yto Barrada, photographe et artiste visuelle franco-marocaine.
  - Laurent Capmas, photographe français.
  - Sophie Delaporte, photographe et artiste visuelle française.
  - Grégoire Eloy, photographe documentaire français, lauréat en 2021 du prix Niépce.
  - Éliane Excoffier, photographe et artiste visuelle québécoise.
  - Stephen Gill, photographe anglais.
  - Krista Schlyer, photographe américaine de paysages.
  - Daniel Traub, photographe et cinéaste américain.
  - Ami Vitale, photojournaliste et photographe documentaire américaine, lauréate en 2002 du prix Inge-Morath.

## Décès
- 10 février (tués lors de l'Opération Lam Son 719 au Laos) :
  - Larry Burrows, photographe photojournaliste britannique, né le 29 mai 1926.
  - Henri Huet, peintre et reporter-photographe de guerre français, né le 14 avril 1927.
- 19 février (tué lors d'un reportage au Cambodge pendant la guerre du Viêt Nam) : Francis Bailly, photojournaliste français, né en 1934.
- 24 février (tué dans un accident d'hélicoptère sur la base militaire américaine Long Binh Post au Vietnam) : François Sully, photojournaliste français, né le 7 août 1927.
- 25 février : Marc Vaux, photographe français, né le 19 février 1895.
- 15 avril : Alexey Brodovitch, photographe et enseignant russo-américain, directeur artistique du magazine Harper's Bazaar, né le 1er mai 1898.
- 17 avril : Alfred Cheney Johnston, photographe américain, connu pour ses photographies d'actrices et d'acteurs des années 1920-1930, né le 8 avril 1885.
- 1er juillet : Raoul Hausmann, plasticien et photographe autrichien, actif en Allemagne et en France, né le 12 juillet 1886.
- 6 juillet : Boris Lipnitzky, photographe français d'origine ukrainienne, né le 4 février 1887.
- 13 juillet : Pere Català Pic, photographe et écrivain espagnol, né le 4 septembre 1889.
- 26 juillet : Diane Arbus, photographe américaine, né le 14 mars.
- 27 août : Margaret Bourke-White, photographe et photojournaliste américaine, née le 14 juin 1904.
- 31 octobre : Marguerite de Lalancy, photographe portraitiste suisse, née le 6 février 1885.
- 24 novembre : Tonka Kulčar-Vajda, photographe croate, né le 10 juillet 1887.

- Date précise inconnue ou non renseignée :
  - Israel Ozersky, photographe soviétique, né le 28 mars 1904.
  - Gueorgui Petroussov, photographe russe et soviétique, né en 1903.

## Célébrations
Centenaire de naissance
- Jacques Marie Bellwald
- Jules Brocherel
- Augustin Cottes
- Lyonel Feininger
- Benito de Frutos
- Vincenzo Galdi
- Mario Gabinio
- Charles Gaspar
- François Joncour
- Guillermo Kahlo
- Helmar Lerski
- Marius Maure
- Emil Mayer
- Gaston-Henri Niewenglowski
- Gabriel Veyre

Centenaire de décès
- Adalbert Cuvelier
- Conde de Lipa
- Benito R. de Monfort
- Louis Cyrus Macaire
- Gabriel de Rumine
- Louis Charles Raoul Vernay
- Thomas Richard Williams

Bicentenaire de naissance
- Thomas Wedgwood